# Nodachi
Le nodachi (野太刀) est un long sabre japonais qu'on manipule à deux mains. Les kanjis composant le mot « nodachi » signifient « épée de plaine ». Toutefois, on a suggéré que la signification de nodachi était approximativement la même que celle de ōdachi (大太刀, signifiant « épée longue »). Cette confusion a presque rendu synonymes nodachi et la très grande ōdachi. Ainsi, alors que le terme nodachi désignait à l'origine tout type de sabre utilisé sur le champ de bataille (daitō), y compris le tachi, il est appliqué à tout type d'épée japonaise surdimensionnée.

## Histoire et usage
Le nodachi est né de surenchères progressives sur les tailles des sabres : les forgerons montraient leur art en créant de grandes lames et les guerriers impressionnaient leurs adversaires et rivaux avec la longueur de ces dernières (ces lames étant très chères en raison de leur taille et de la difficulté du forgeage).

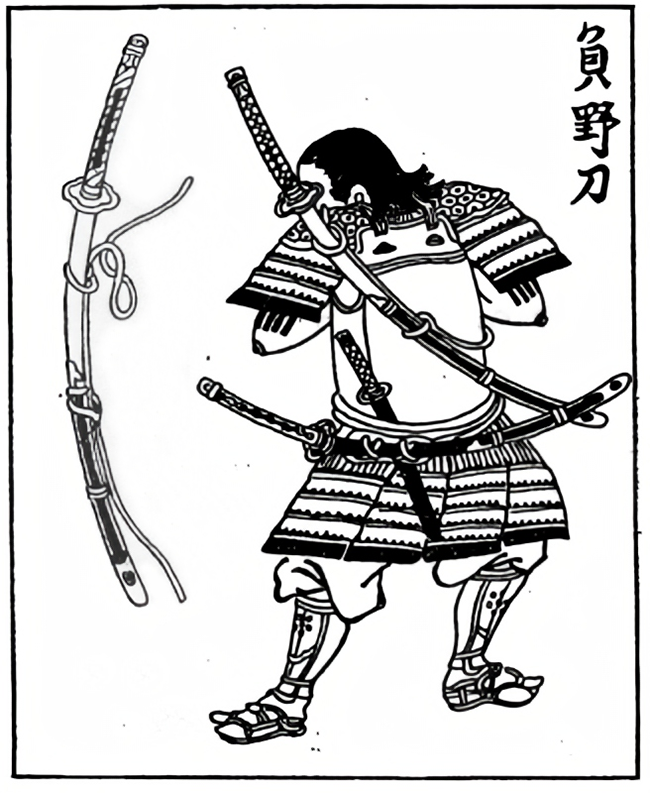
Samouraï avec nodachi.

Le nodachi a la même apparence générale qu'un katana ou un tachi bien qu'il soit plus long. Le nodachi était utilisé sur le champ de bataille par l'infanterie pour contrer la cavalerie. On l'utilisait plutôt sur un terrain dégagé car sa longueur rendait son utilisation en intérieur ou en forêt difficile. C'était une arme particulièrement efficace contre la cavalerie, bien que peu utilisée.
Le nodachi présentait également un avantage de portée par rapport au katana. Les fantassins transportaient l'arme sur le dos (d'où le nom de seio tachi qui lui est parfois donné et qui signifie « tachi porté dans le dos »). Le nodachi n'était néanmoins pas tiré depuis le dos, action impossible en raison de sa taille. Le soldat portant un nodachi avait parfois un serviteur pour l'aider à dégainer son arme.
Le nodachi fut très peu utilisé, pour différentes raisons :
- la lame était beaucoup plus difficile à forger que celle d'une lame de taille normale ;
- son poids réservait son maniement aux guerriers les plus forts ;
- les armes telles que le naginata ou le nagamaki étaient plus efficaces pour le même usage ;
- il n'est pas une arme de taille, mais vise plutôt à abattre l'adversaire sous son poids ;
- il était bien plus cher qu'un simple katana ;
- il est adapté pour les très grandes personnes.

Le nodachi disparaîtra lorsque les guerres s'intensifieront, la création de lames en grande quantité pour la guerre ne laissant pas le temps de réaliser des nodachi. Trop difficiles à forger, trop coûteux, trop difficiles à manier, pas assez efficaces, ils n'auront été utilisés que pendant un peu moins d'un demi-siècle. Cela dit, ils bénéficieront d'une grande popularité chez les militaires chinois, sous le nom de Changdao (en) (長刀) après son introduction (ou sa ré-introduction) via la Chine, où le général Qi Jiguang (1528-1588), la trouvant fort efficace et ayant mis la main sur des manuels japonais du style Kage-ryū expliquant son maniement, en équipera un grand nombre de ses soldats.
Dans certains arts martiaux chinois et japonais, des armes surdimensionnées (en longueur ou en épaisseur) étaient utilisées pour l'entraînement. Cet exercice visait à amener le pratiquant à se muscler et à manier des armes normales avec plus d'efficacité.
Le Kage-ryū est une des rares écoles d'arts martiaux japonais à encore entraîner au maniement de l'épée longue, qu'ils appellent choken.
Cette arme a été utilisée par Sasaki Kojirō, un habile guerrier, imbattable avec son nodachi (surnommé la Perche à sécher). Il est également célèbre pour avoir été défait par Miyamoto Musashi, que d'aucuns considèrent comme le plus grand escrimeur ayant jamais vécu.

## Fiction
Si le nodachi a rarement été utilisé dans l'Histoire, il est vu régulièrement dans les jeux vidéo, les mangas et les animes en raison de sa taille impressionnante.
- Une occurrence notoire est l'épée de Sephiroth de Final Fantasy VII, appelée Masamune.
- Un autre exemple de nodachi est le bankai d'Ichigo Kurosaki, Tensa Zangetsu, ainsi que le shikai de Hitsugaya Toshiro, Hyôrinmaru, présents dans le manga Bleach.
- Dans le manga et la série animée Samurai Deeper Kyo, Kyo aux yeux de démon a pour arme de prédilection un nodachi.
- Dans les mangas et les séries animées Negima! et Negima!?, Setsuna Sakurazaki utilise le nodachi.
- Citons encore le personnage de Enishi Yukishiro dans Kenshin le vagabond (la lame seulement, la garde (tsuba) est chinoise).
- Kamina, un des personnages principaux de Tengen Toppa Gurren Lagann, utilise lui aussi le nodachi.
- Il est aussi utilisé dans le jeu fictif nommé Grand Chase ; le personnage se servant du nodachi est Lass, un assassin qui a quatre classes et que le joueur peut atteindre (il utilise le nodachi dans la 4e classe).
- Dans le jeu Shogun: Total War, il est possible de former des bataillons de samouraïs maniant le nodachi : ce sont des unités d'élite rapides et puissantes, mais pas très résistantes. Ils sont privilégiés par le clan Date dans Total War Shogun 2.
- Dans Le Livre des cinq anneaux (jeu de rôle), le nodachi fait partie des armes qu'il est possible de manier en tant que personnage-joueur.
- Dans Anima: Beyond Fantasy, le nodachi fait partie des armes qu'il est possible de manier en tant que personnage-joueur.
- Dans le film Les Sept Samouraïs, réalisé en 1954 par Akira Kurosawa, le personnage Kikuchiyo (interprété par Toshiro Mifune) porte un nodachi tout le long du film.
- Dans le manga et la série animée Tenjou Tenge, Reiki, le katana de cérémonie de la famille Natsume, est un nodachi.
- Dans le manga One Piece, le capitaine de l'équipage des Heart Pirates, Trafalgar Law, ainsi que l'ancien directeur d'Impel Down, maintenant membre de l'équipage de Barbe Noire Shiryu de la pluie, utilisent également un nodachi.
- Dans le jeu de rôle Donjons et Dragons, les armes appelées « dai-katana » sont en réalité des nodachi. Plusieurs jeux vidéo s'inspirant à divers degrés de Donjons et Dragons (comme la série des The Elder Scrolls) reprennent cette appellation.
- Dans le jeu vidéo Dark Souls (PS3/Xbox 360/PC), il est possible d'acquérir un nodachi en l'achetant auprès du marchand Shiva de l'Est dans le Hameau du Crépuscule.
- Dans le jeu vidéo Dark Souls II (PS3/Xbox 360/PC), un nodachi se trouve dans un coffre Mimic situé au Sanctuaire draconique.
- Dans le jeu vidéo Dark Souls III (PS4/Xbox One/PC), un nodachi est achetable après avoir donné les cendres d'un homme de l'Est à la Servante du Sanctuaire.
- Dans le manga L'Habitant de l'infini, Sukezane Baro, épéiste du Ittô-Ryû, manie un nodachi.
- Dans le jeu vidéo Guild Wars 2 (PC), l'arme appelée « l'espadon de Belinda » (ou Belinda's Greatsword en anglais) est un nodachi.
- Dans le jeu vidéo For Honor (PC/PS4/Xbox One), le kensei utilise un nodachi.
- Dans le jeu vidéo Xenoblade Chronicles 2, le personnage de Jin est armé d'un nodachi.
- Dans le jeu vidéo Kenshi, le nodachi est une arme disponible.
- Dans le jeu vidéo Conqueror's Blade, le nodachi est une arme disponible.
- Dans le jeu sur mobile Ronin: the last samouraï, on peut acheter et utiliser un nodachi.
- Dans le jeu vidéo Nioh, le nodachi est une catégorie d'armes utilisable par le personnage jouable.
- Dans le jeu vidéo Bushido Blade, on peut également utiliser un nodachi.